# عيسى العساف
عيسى العساف هو لاعب كرة قدم سعودى.

## مسيرة اللاعب
لعب سابقاً في الفئات السنية في نادي هجر ونادي العيون ونادي النجوم. ونادي الفتح ونادي الاتفاق